# 二氯丙二腈
二氯丙二腈是一种有机化合物，化学式为C3Cl2N2。它可由丙二腈和氯气在水中反应制得。它在氯化亚铜/dppf催化下可以和烯烃发生加成反应，如和4-苯基-1-丁烯反应，得到2-氯-2-(2-氯-4-苯基丁基)丙二腈。在苄基三乙基氯化铵存在下，它和二氯化硫反应，可以得到3,4,4,5-四氯-4H-1,2,6-硫杂二嗪。